# Бурбуліс Геннадій Едуардович
Геннадій Едуардович Бурбуліс (рос. Геннадий Эдуардович Бурбулис; нар. 4 серпня 1945, Первоуральськ, Свердловська область, СРСР — 19 червня 2022, Баку) — радянський і російський державний і політичний діяч. Один з найближчих соратників Бориса Єльцина на початку його президентства.

## Біографія
У 1973 році закінчив філософський факультет Уральського державного університету.
Викладав в Уральському політехнічному інституті. Доцент, кандидат філософських наук.
Член КПРС з 1971 року по 1990 рік.
У 1991—1992 роках обіймав посади Державного секретаря і першого заступника голови Уряду Росії.
Брав участь в підписанні Біловезьких угод з боку РРФСР.
Депутат Державної думи РФ I і II скликань (1993—1999).
Віце-губернатор Новгородської області (2000—2001), член Ради Федерації від регіону (2001—2007).
З 2010 року завідувач кафедри політософії та філософських наук Міжнародного університету у Москві.
У 2011—2014 роках — проректор Міжнародного університету в Москві з інноваційного розвитку.
У вересні 2017 року в інтерв'ю українському телеканалу «NewsOne» Бурбуліс назвав політику Росії щодо України «трагедією, порушенням базових норм і російського законодавства, і міжнародного» і заявив, що Крим має повернутися до складу України.

## Нагороди
- медаль «У пам'ять 850-річчя Москви» (1997)
- медаль «У пам'ять 300-річчя Санкт-Петербурга» (2003)
- медаль «У пам'ять 1000-річчя Казані» (2005)
- медаль «20 років перемоги у Великій Вітчизняній війні 1941—1945 рр.» (1965)